# Preromaanse kunst

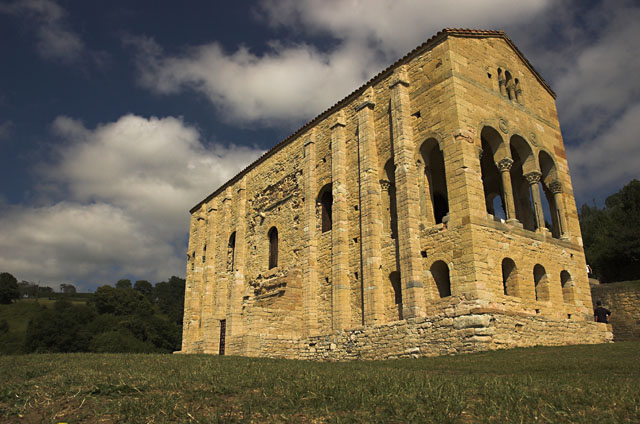
De Santa María del Naranco, een voorbeeld van de Asturische preromaanse architectuur.

De preromaanse kunst is de kunst tussen de tijd van de Merovingen in de 6e eeuw tot het begin van de romaanse kunst in de 11e eeuw. Niet alle kunsthistorici zijn even gelukkig met deze benaming die werd gelanceerd door Jean Hubert in 1938, omdat zij alleen maar aanduidt dat het kunst van voor de romaanse periode was.
Deze periode wordt vooral gekenmerkt door de opname van Romeinse en mediterrane elementen in de Germaanse vormentaal en de daaruit resulterende nieuwe mengvormen die naar de romaanse kunst leidden.
In Ierland, Schotland en Northumbria ontstond de Anglo-Ierse of Insulaire stijl, een mengvorm van Keltische, Byzantijnse en Anglo-Saksische elementen. De Insulaire kunst werd naar het continent gebracht door missionarissen die zich in Gallië vestigden en er kloosters stichtten.
In het Frankische rijk evolueerde de Merovingische via de Karolingische kunst die een hoogtepunt bereikte tijdens de Karolingische renaissance naar de Ottoonse kunst die dan weer sterk werd beïnvloed door de kontakten met Byzantium. De Karolingische kunst gaat over in de romaanse kunst in het West-Frankische Rijk; de Ottoonse kunst ligt aan de basis van de romaanse kunst in Oost-Francië.

## Politiek-dynastieke indeling

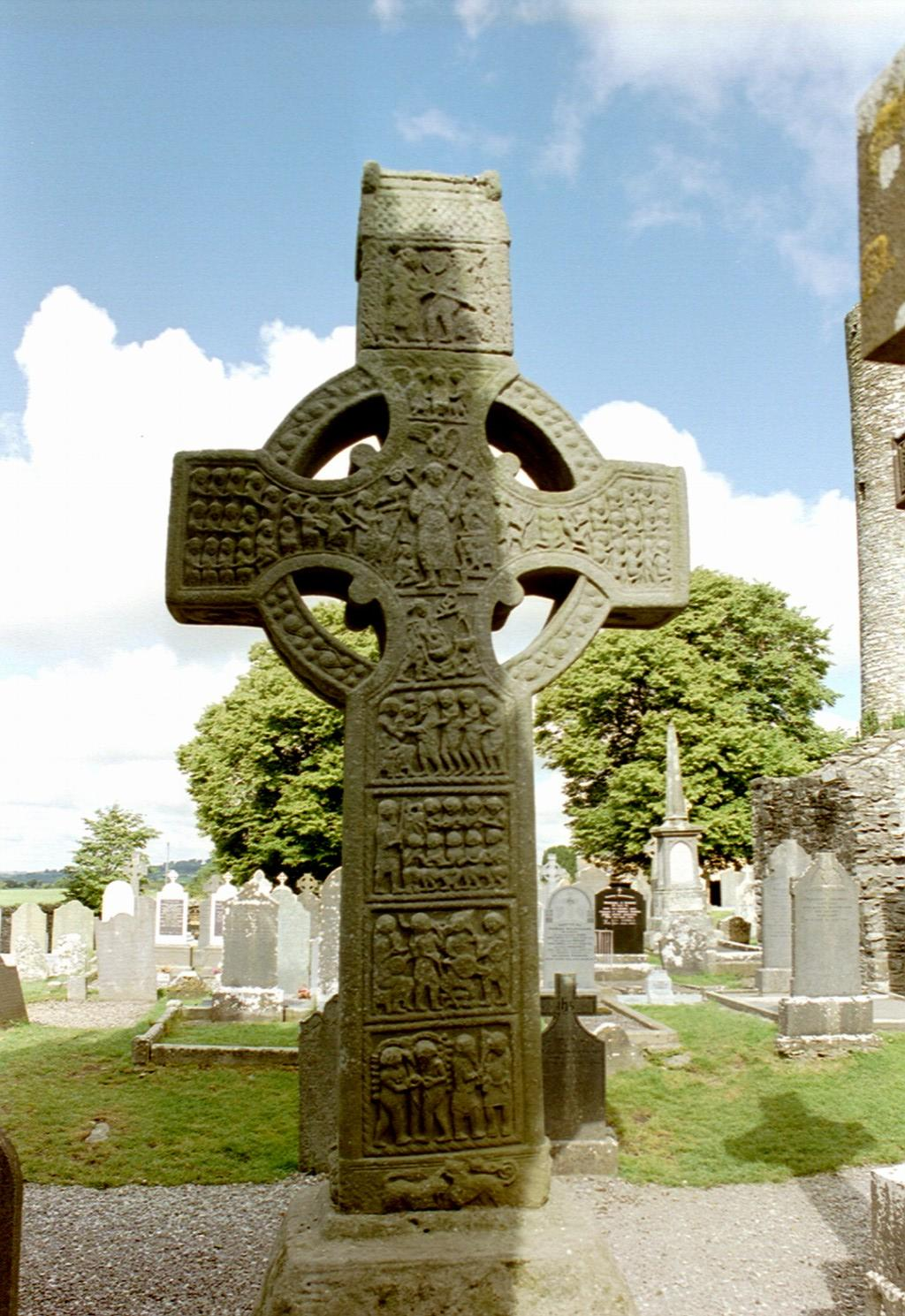
Muiredach's High Cross, Monasterboice in Ierland.

### Insulaire kunst
Ook insulaire kunst is een begrip dat niet zeer duidelijk gedefinieerd is. Engelse bronnen noemen het meestal de kunst van de Britse eilanden en Ierland in de periode van 600 tot 900 terwijl Ierse bronnen de nadruk leggen op het ontstaan in Ierland. De insulaire kunst ontstond in Ierland uit elementen van de plaatselijke Keltische kunst en de Romeinse en Byzantijnse voorbeelden die naar Ierland waren gebracht door Romeinse missionarissen. Ze werd door Ierse missionarissen die naar Schotland trokken meegenomen en kwam zo terecht in Northumbria. De insulaire kunst is vooral bekend om zijn metaalwerk, manuscripten en gebeeldhouwde hoge kruisen die vanaf de 7e eeuw ontstaan in Ierland en later overgenomen worden in vooral Schotland en Northumbria. De Ierse kunststijl vermengt zich met de Anglo-Saksische stijl in Engeland omstreeks 900. De Insulaire stijl blijft in gebruik in Engeland tot de komst van de Normandiërs, in Ierland tot de 12e eeuw waarna hij overgaat in de romaanse stijl.

### Anglo-Saksische kunst

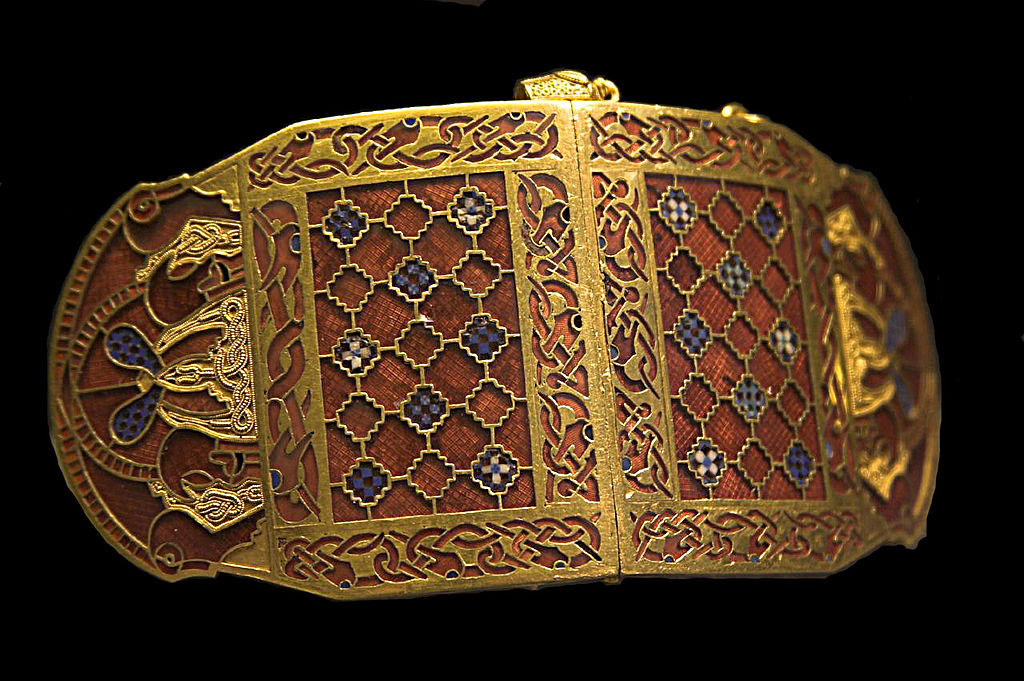
Schouder gesp van Sutton Hoo, vroege 7e eeuw

De term Anglo-Saksische kunst wordt gebruikt voor de kunst die tijdens de volksverhuizingen door de Angelsaksen werd meegbracht naar Engeland en zich daar verder ontwikkelde. De Anglo-Saksische kunst beleefde een hoogtepunt in de 7e en 8e eeuw waarvan de grafgiften uit Sutton Hoo getuigen. Een van de best gekende Anglo-Saksische kunstwerken is ongetwijfeld het tapijt van Bayeux dat omstreeks 1070 in Engeland geborduurd werd voor Odo van Bayeux een halfbroer van Willem de Veroveraar. Naast de architectuur, beeldhouwkunst, edelsmeedkunst en emailkunst, waren ook ivoorsnijkunst en de boekverluchting belangrijk. De edelsmeedkunst was waarschijnlijk de voornaamste kunsttak, maar er is vrij weinig bewaard gebleven omwille van de plunderingen door de Vikingen in de 9e eeuw.

### Merovingische kunst

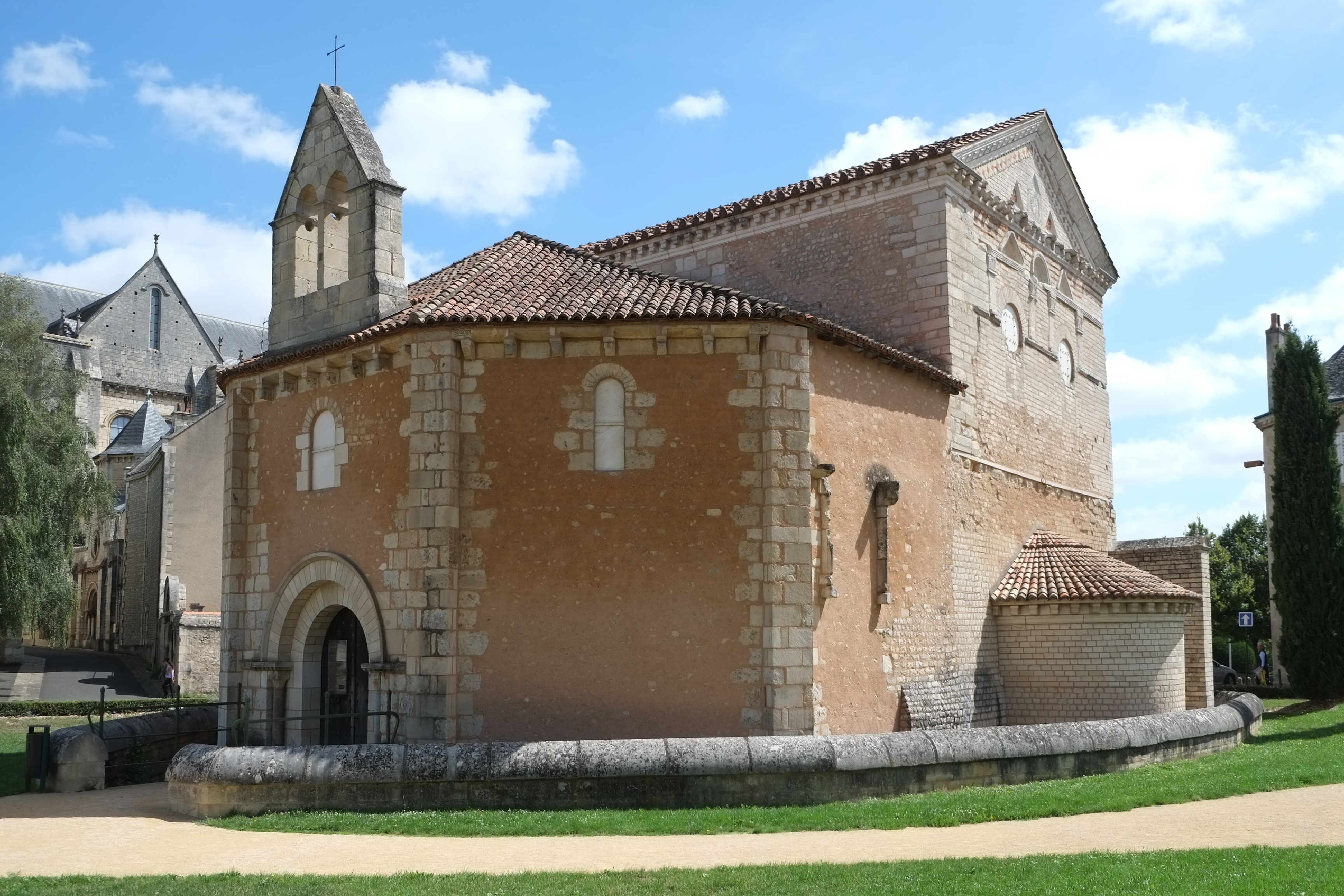
Baptisterium van Sint-Johannes in Poitiers.

Met de opkomst van de Merovingische dynastie (481-754) ziet men in het rijk van de Franken stilaan nieuwe kunstvormen ontstaan.
De edelsmeedkunst stond hoog in aanzien bij zowel Franken als Kelten en was de kunst bij uitstek voor het vervaardigen van machtsymbolen (scepter, ceremoniële zwaarden, kromstaf), reliekschrijnen en dergelijke. Goudsmeden zoals Sint-Elooi waren belangrijke personen. Hij werd adviseur van Dagobert I en verzorgde het smeedwerk voor het grafmonument van Dionysius van Parijs (saint Denis). De Merovingische edelsmeedkunst ging eigenlijk terug op de Keltische traditie met toevoeging van enkele Frankische en christelijke elementen.
Op het gebied van de bouwkunst is er nagenoeg niets overgebleven. Het bouwen van kerken beperkte zich dikwijls tot het aanpassen van Romeinse gebouwen of tempels. Een zeldzaam voorbeeld van architectuur uit deze periode is het baptisterium van Sint-Johannes in Poitiers.

### Karolingische kunst

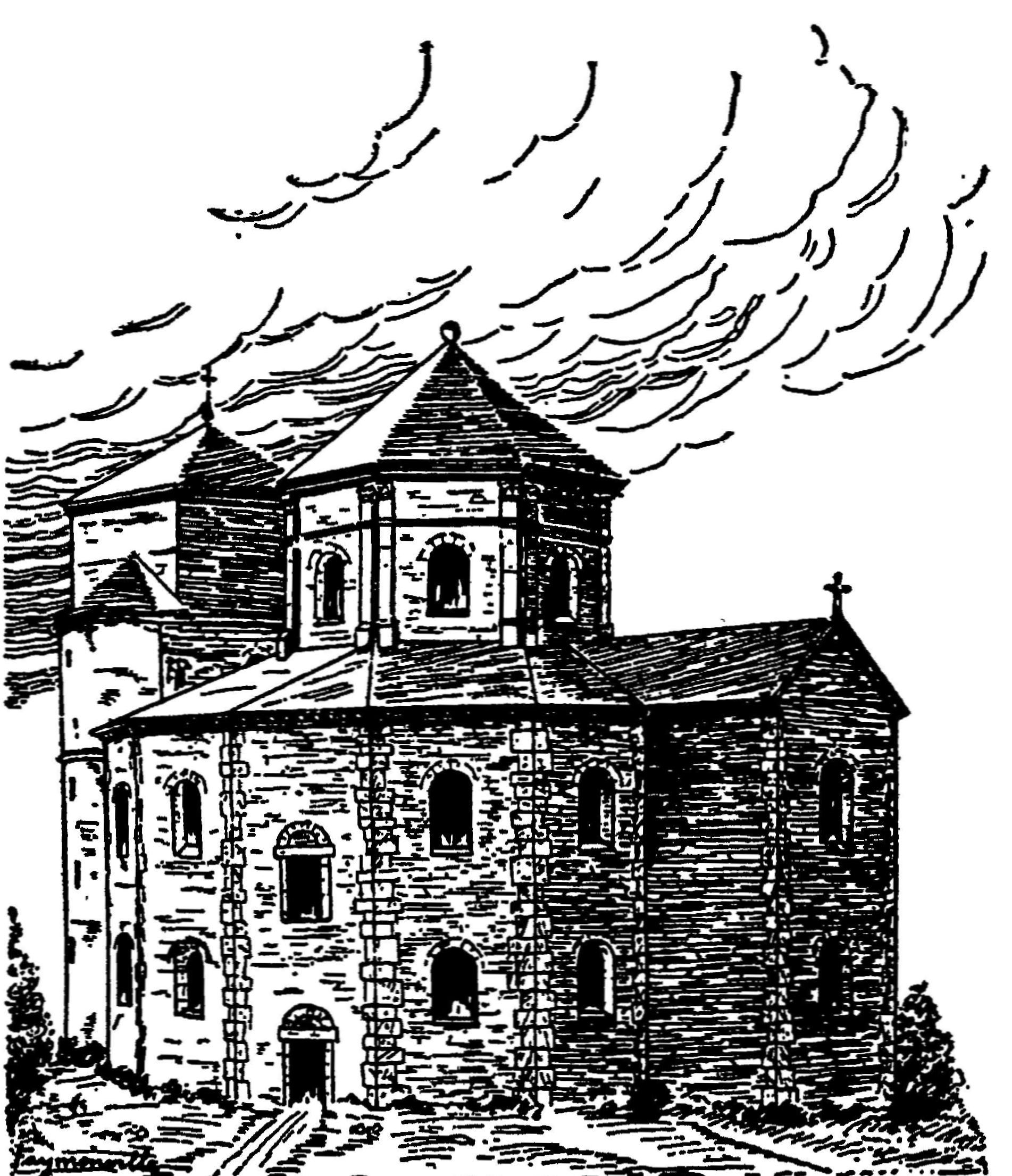
Gravure van de Paltskapel in Aken zoals ze er zou uitgezien hebben in de middeleeuwen.

Onder Karolingische kunst verstaat men de kunst die ontstond in de periode tussen 780 en 900, tijdens de regering van Karel de Grote en zijn directe opvolgers. Naast de architectuur met onder meer de Paltskapel, een deel van de Akense koningspalts nu een deel van de Dom van Aken, de edelsmeedkunst en de schilderkunst die we vooral kennen van de boekverluchting, is een van de grote verwezenlijkingen van de Karolingen de redding van het Latijn en de klassieke cultuur. Tijdens de Karolingische periode werden de werken van Latijnse auteurs zoals Virgilius, Horatius, Terentius, Quintilianus, Seneca en Cicero gekopieerd in de scriptoria van de abdijen, op initiatief van de geleerden die Karel aan zijn hof verzameld had.

## Indeling per kunsttak

### Bouwkunst

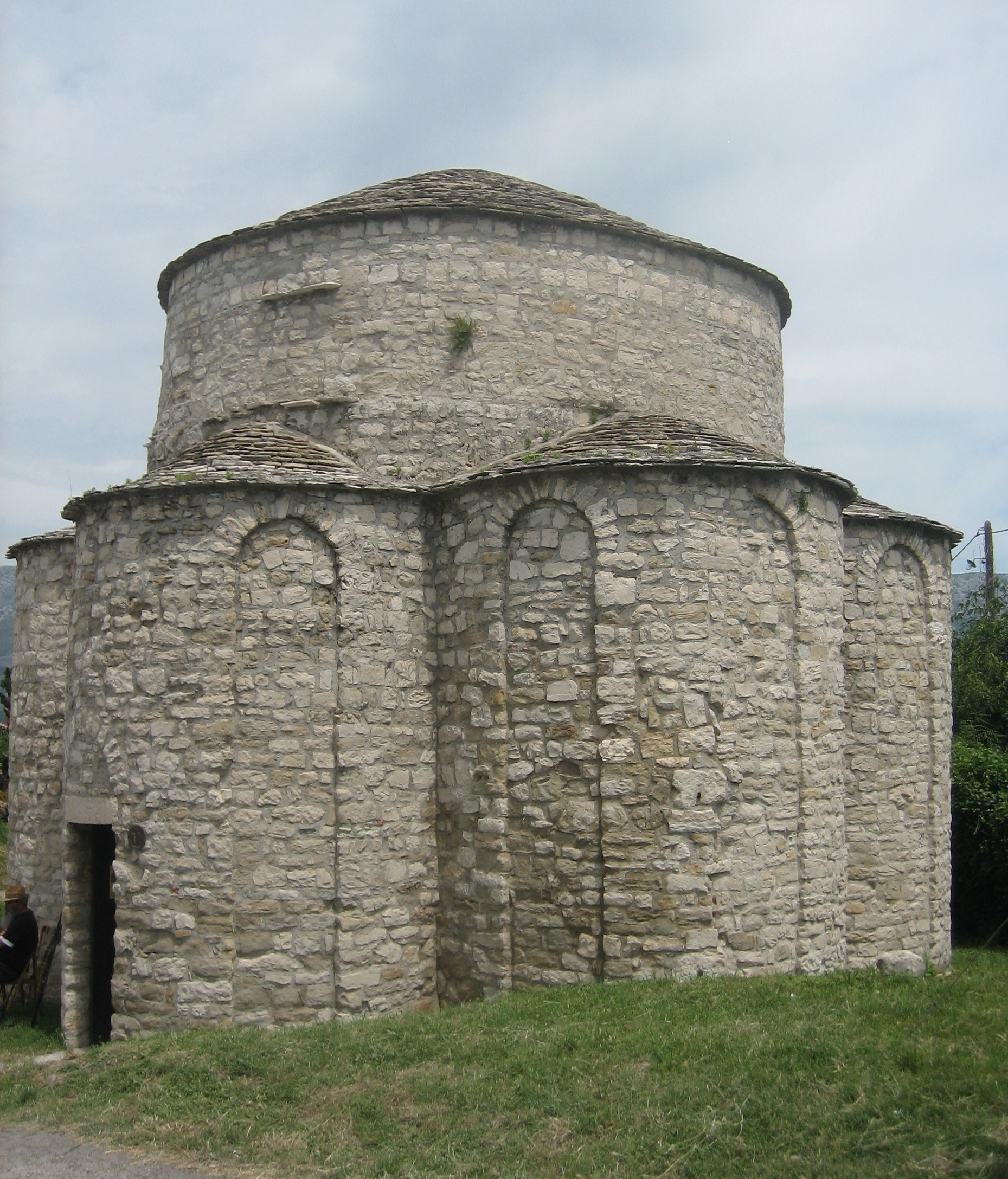
Kerk van de drie heiligen in Split (9e-11e eeuw

Het begrip preromaanse kunst omvat een aantal vrij verschillende stijlen, hoewel kunsthistorici een aantal gemeenschappelijke kenmerken herkennen zoals biaxialiteit, geen overeenkomst tussen de binnenruimte en de uitwendige bouwstructuur, verborgen binnenruimtes en ruimtelijke discontinuiteit.
In Spanje kennen we de Asturische kunst uit een aantal gebouwen van de Asturische koningen in de 8e tot de 10e eeuw. Ze mengden Visigotische elementen met de Romeinse voorbeelden.
In Engeland en Ierland had men een Anglo-Saksische stijl die na de verovering door Willem de Veroveraar zou overgaan in de Normandische stijl. Er zijn geen kerken uit die periode gaaf bewaard gebleven. Er zijn wel een aantal kerken die Anglo-Saksische roots hebben maar in de meeste daarvan is het Anglo-Saksische gedeelte erg beperkt en dikwijls is het moeilijk het onderscheid te maken tussen het Anglo-Saksische en het Normandische gedeelte.
Kroatië heeft een bijzonder rijke erfenis uit de preromaanse periode, men kan er meer dan 150 preromaanse bouwwerken terugvinden die gebouwd werden tijdens de heerschappij van de Kroatische hertogen en het koninkrijk Kroatië. In de 7e en 8e eeuw bouwden de Kroaten kleine gebouwen met de materialen en decoratieve elementen van in puin gevallen Romeinse gebouwen. Aanvankelijk baseerden ze zich op Frankische en Byzantijnse voorbeelden maar al snel ontwikkelden ze een heel eigen stijl. De romaanse stijl breekt pas door tegen het einde van de 11e eeuw. Ook Midden-Europa leverde zijn eigen versie van preromaanse bouwwerken.

### Beeldhouwkunst

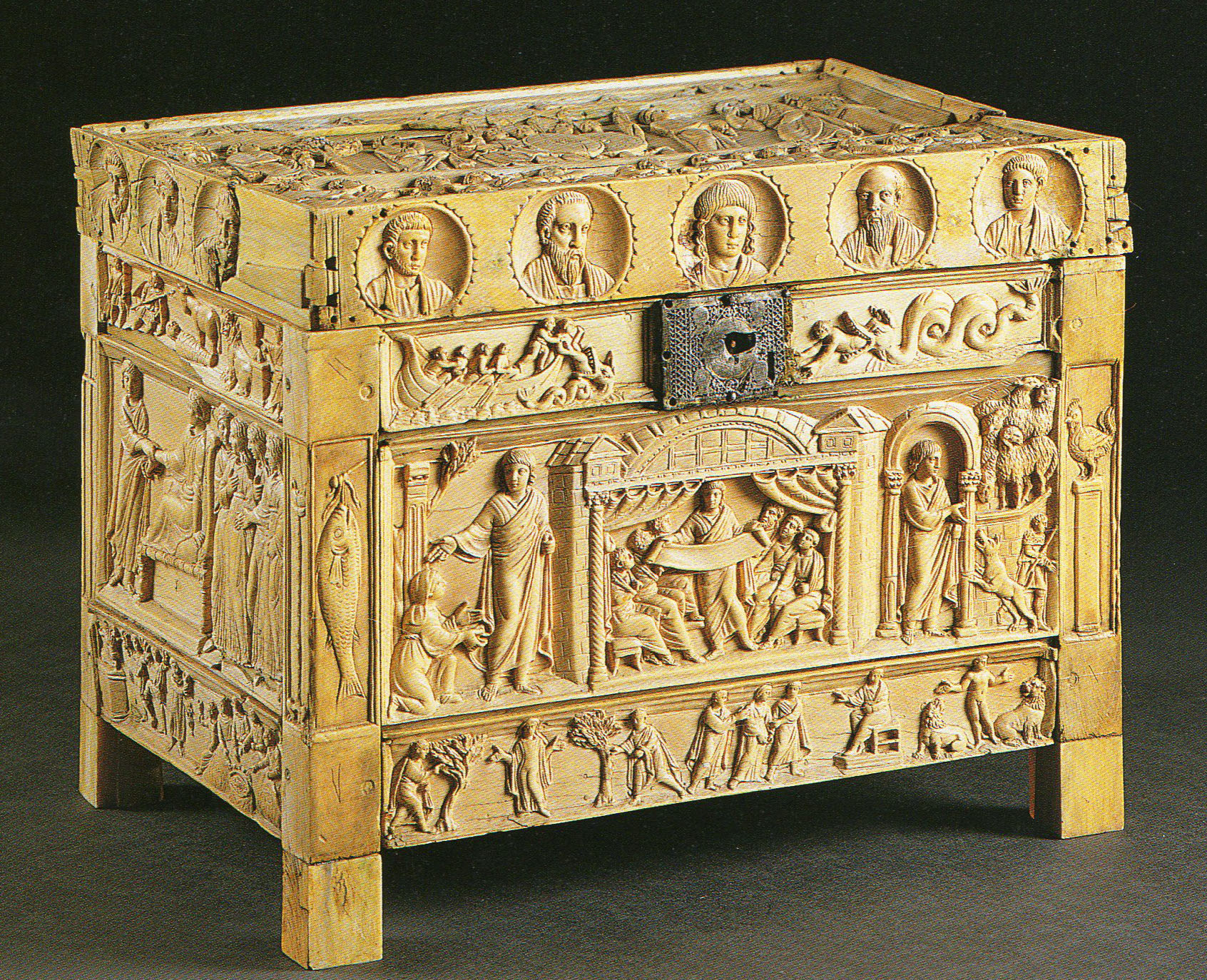
Reliekkastje uit Brescia (Lipsanoteca di Brescia)

De preromaanse beeldhouwkunst produceerde vooral kleine sculpturen in brons, ivoor en goud en was beïnvloed door de vroegchristelijke kunst in Italië en door de Byzantijnse kunst. Andere invloeden kwamen uit het Midden-Oosten via de invoer van manuscripten, ivoorsnijwerk, goudsmeedwerk, keramiek en textiel. Van de volksverhuizers werden de geometrische versieringen, vlechtpatronen, grotesken en dierfiguren overgenomen. Monumentale beeldhouwkunst was zeldzaam in deze periode op het Europese vasteland. In Ierland en de Britse eilanden daarentegen werden vanaf de 7e eeuw de grote stenen kruizen gemaakt die versierd werden met Bijbelscènes en Keltische motieven. Het is pas met de bouw van de eerste grote romaanse kerken dat de monumentale beeldhouwkunst in continentaal Europa terug op gang zal komen.

### Ivoorsnijwerk

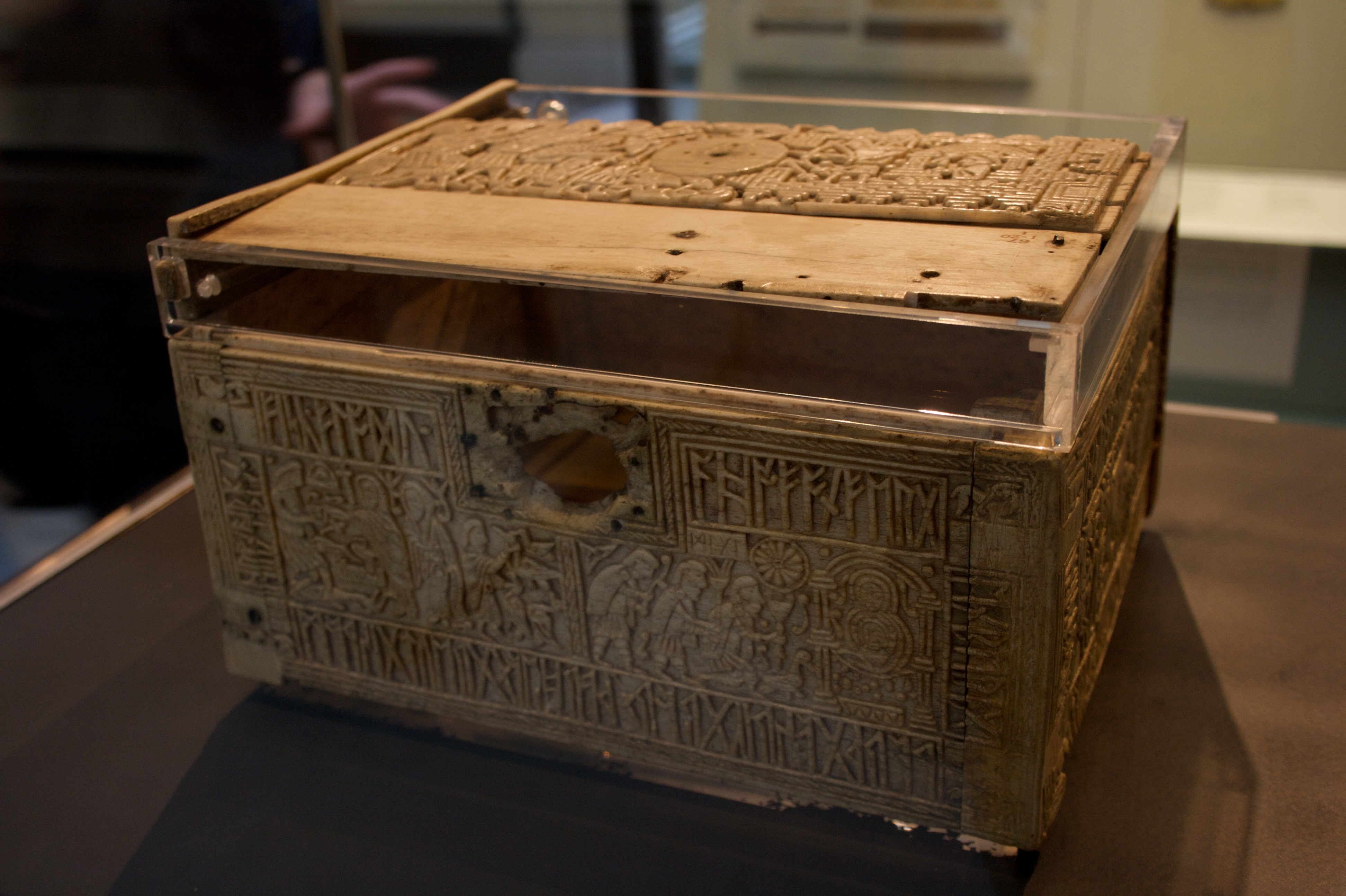
Franks Casket

Het vroegchristelijke beeldhouwwerk beperkte zich omwille van de christenvervolgingen tot kleinschalig werk. Ivoor was hiervoor uitermate geschikt. De onderwerpen komen uit het Oude en het Nieuwe Testament. Een mooi voorbeeld hiervan is het zogenoemde Reliekkastje van Brescia, waarschijnlijk gemaakt in Milaan omstreeks het einde van de 4e eeuw.
In de Byzantijnse kunst vinden we ook ivoorsnijwerk. Belangrijke bewaarde werken zijn onder meer een boekenrug met Ariadne met maenaden, satyrs en amors (ca. 510), nu in het Musée national du Moyen Âge of Musée de Cluny, en het Barberinidiptiek (500-550) in het Louvre. De troon van Maximianus (543-553), aartsbisschop van Ravenna, die men kan bewonderen in het aartsbisschoppelijk museum daar, werd volledig versierd met ivoorsnijwerk. Het was een geschenk van keizer Justinianus I aan de aartsbisschop. Van de periode tussen 600 en 800 bleef nagenoeg niets waardevols bewaard, maar in de 10e en 11e eeuw kent de Byzantijnse ivoorsnijkunst een heropleving met werk als de Harbavilletriptiek (midden 10e eeuw), bewaard in het Louvre, en de Borradaile Triptych (10e eeuw) in het British Museum.
In de Angelsaksische en insulaire kunst werd ook aan ivoorsnijwerk gedaan en een mooi voorbeeld hiervan is het zogenoemde Franks Casket (8e eeuw)

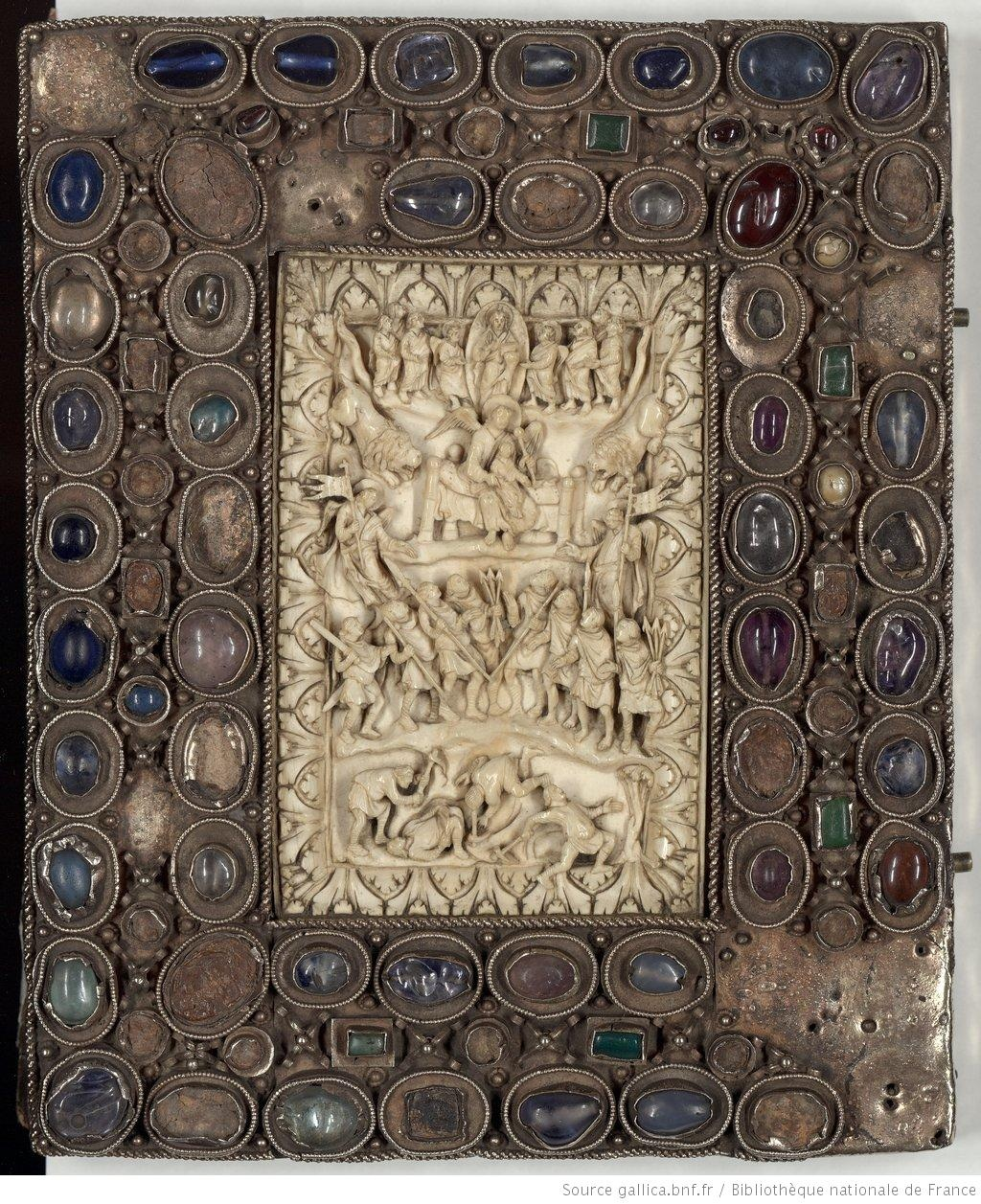
Boekplat van het Psalter van Karel de Kale.

Ook in de tijd van de Karolingen wordt er nog volop ivoorsnijwerk gemaakt. Men snijdt religieuze objecten zoals kruisbeelden, relikwieschrijnen en dergelijke maar ook voor het maken van luxueuze boekplatten wordt ivoor gebruikt. Voorbeeld hiervan zijn de boekplatten van het Dagulfpsalter gemaakt op het einde van de 8e eeuw in opdracht van Karel de Grote. Een ander bekend voorbeeld is het boekplat van het Psalter van Karel de Kale.
Bij de Ottonen werd de ivoorsnijkunst in ere gehouden zoals men kan zien in een boekplat dat de kroning van Otto II en zijn Byzantijnse bruid prinses Theophanu voorstelt. Daarnaast zijn er de ivoren tabletten van het antependium dat Otto I liet maken voor de kathedraal van Maagdenburg (ca. 955) en waarvan nu 16 panelen verspreid zijn over een aantal musea. Er is onder meer een dedicatiepaneeltje bij waarin Otto de kerk opdraagt aan Christus
Uit de Karolingische en Ottoonse kunst ontstaat de romaanse ivoorsnijkunst die echter geen belangrijke rol meer speelt in het romaanse kunstlandschap.

### Brons en edelsmeedwerk

#### Brons

Ruiterbeeldje van Karel de Grote of Karel de Kale

Er zijn maar weinig bronzen objecten uit de Karolingische tijd bewaard gebleven. De best bekende werken zijn waarschijnlijk de bronzen deuren en de hekwerken van de galerijen van de dom in Aken. Daarnaast bewaard men in het Louvre een bronzen ruiterbeeld van Karel de Grote (of Karel de Kale), dat een gekroonde ruiter gekleed als een Romeins keizer voorstelt, die in zijn linkerhand een wereldbol houdt en in zijn rechterhand waarschijnlijk een (verdwenen) zwaard vasthield. Het beeldje (25 cm hoog) is waarschijnlijk in drie tijden gemaakt, paard, ruiter en hoofd van de ruiter, en het paard zou misschien een antieke brons zijn.

#### Edelsmeedwerk

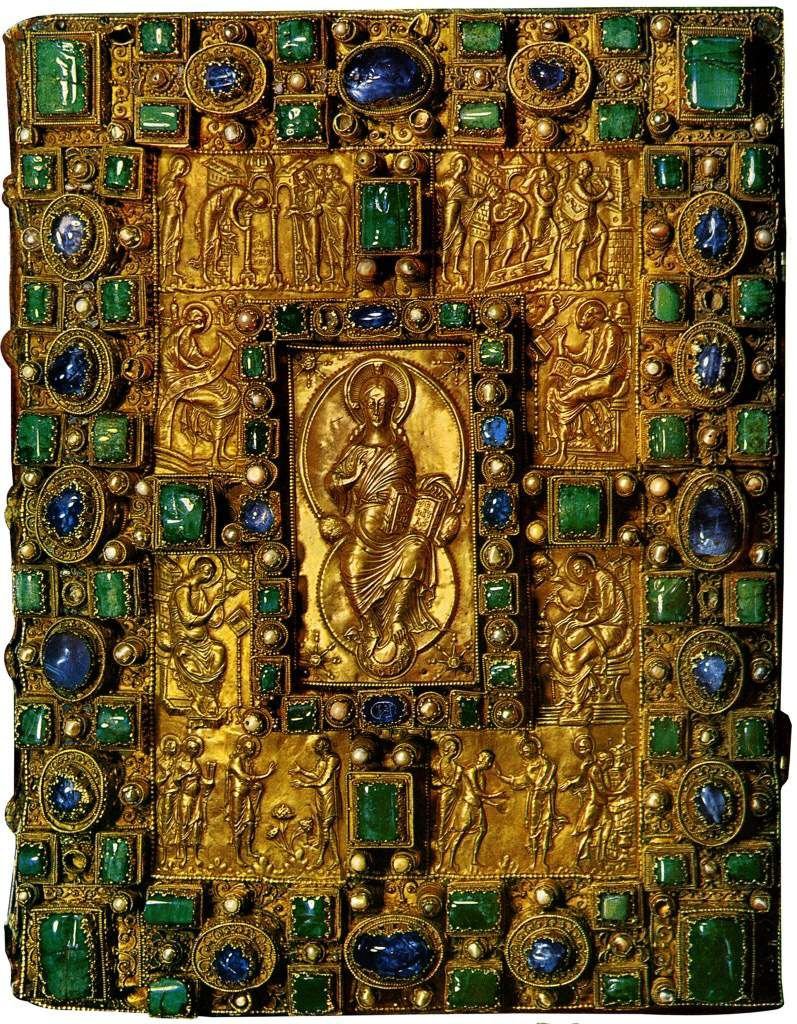
Voorplat van de Codex aureus van Sankt Emmeram.

Het werk van de goudsmid was de kunst bij uitstek van de volksverhuizers. De voorwerpen die werden teruggevonden zijn wapens, juwelen en voorwerpen voor dagelijks gebruik. Voor de versiering gebruikt men email en in het bijzonder de cloisonné techniek. Geometrische vormen en weefpatronen zijn bijzonder populair in de Insulaire en Anglo-Saksische kunst en worden overgenomen in continentaal Europa.
Van het Merovingische Gallië werden veel objecten teruggevonden in de graven van belangrijke, rijke personen. Na de overgang naar het christendom zullen de goudsmeden ook liturgisch vaatwerk en reliekhouders gaan produceren. Waar men in de 5e eeuw vooral werkte met cloisonné werden later, in de 6e eeuw, de technieken van granulatie, filigraanwerk en stempelen aan het repertorium van de technieken toegevoegd. Omstreeks die tijd begon men ook met het zetten van edelstenen in vierkante en ronde fibulae. Ook het damasceren werd van de Romeinen overgenomen en door de Merovingische edelsmeden verder ontwikkeld.
De Karolingische goudsmeden konden verder bouwen op de vooruitgang die in de Merovingische periode was gemaakt. Het essentiële deel van de productie was voor kerkelijk gebruik bestemd, naast de juwelen en gebruiksvoorwerpen voor de hogere klassen in de samenleving. Edelsmeedwerk werd ook gebruikt om de boekplatten van kostbare handschriften te versieren. Een bekend voorbeeld hiervan is de Codex aureus van Sankt Emmeram.
Het grootste nog bestaande Karolingisch edelsmeedwerk is de altaarbekleding van de Sant'Ambrogio in Milaan. Het werd omstreeks 840 gemaakt door een Frankische (?) edelsmid. Het vrijstaande altaar is aan de vier zijden bekleed met vergulde zilveren plaketten waarvan er twee op de achterzijde bijzonder interessant zijn. De eerste stelt bisschop Angilbert voor die een model van het altaar opdraagt aan de heilige Ambrosius. Op het andere zien we de kunstenaar geknield voor de heilige. Dit paneeltje heeft hij getekend met 'Wolvinius magister phaber'. Men ziet hier dus opdrachtgever en uitvoerder afgebeeld naast elkaar. Volgens anderen is Wolvinius niet de edelsmid maar een geestelijke die het ontwerp van de taferelen zou gemaakt hebben.

### Schilderkunst

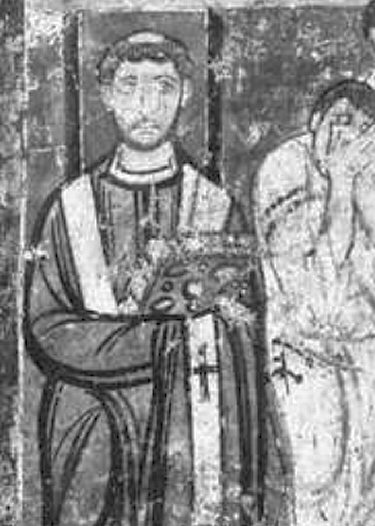
Detail uit een fresco van de 9e eeuw in de eerste basilica van de San Clemente in Rome

Er is nagenoeg niets bewaard gebleven van de schilderkunst uit de preromaanse periode, tenzij enkele fresco's uit vermoedelijk de 7e of 8e eeuw in de kleine kerk Santa Maria foris portas, een kapel van een Longobardisch kasteel in Castelseprio in Lombardije (werelderfgoedsite) en vele muurschilderijen uit de 7e en 8e eeuw in Rome, zoals de fresco's in de Catacombe van Commodilla. De fresco's in het kerkje van Santa Maria foris portas kunnen gedateerd worden tussen de 6e en de 10e eeuw, waarschijnlijk werden ze geschilderd door een Byzantijnse kunstenaar, maar zowel over de datering als de toeschrijving zijn de kunsthistorici het nog lang niet eens De opdracht voor het werk werd naar alle waarschijnlijkheid wel gegeven door een Longobard maar het werk moet dus eerder als Byzantijnse kunst gezien worden.
In de eerste basilica van de San Clemente in Rome kan men een aantal fresco's vinden die men kan dateren aan de hand van het votiefportret van paus Leo IV (847-855) dat er deel van uitmaakt. Men kan hier zien dat het illusionisme van de klassieke kunst evolueert naar een strakker en meer lineair idioom dat de romaanse kunst van de 11e eeuw aankondigt.

### Boekverluchting
We kennen de schilderkunst uit de preromaanse periode voornamelijk uit de boekverluchting en de handschriften die bewaard gebleven zijn. Hierbij een overzicht van de voornaamste kunststijlen in de preromaanse periode.

#### Insulaire periode

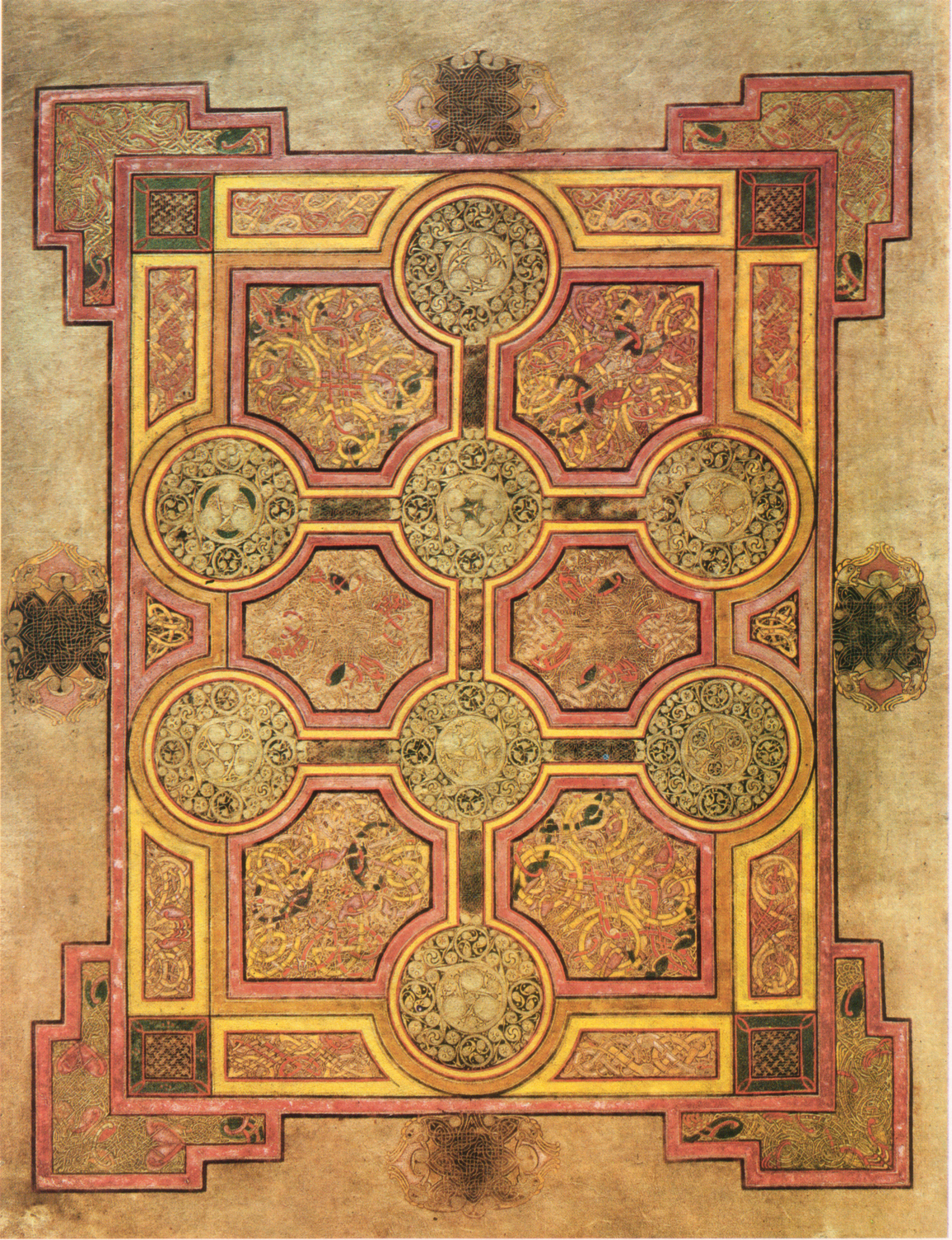
Tapijtbladzijde uit het Book of Kells

De traditie van de antieke handschriften werd later weer opgenomen door Ierse monniken na de bekering van Ierland door Saint Patrick. De Ierse monniken zwermden in de 6e eeuw uit naar Iona, vandaar naar Scotland en Northumbria, waar ze in contact kwamen met boeken uit Italië. De boeken die hier ontstonden, werden beïnvloed door de Keltische goudsmeedkunst en hebben geresulteerd in de Anglo-Ierse of de "Insulaire” boekkunst. De insulaire periode loopt van de 7e tot de 8e eeuw. Ze komt ten einde door de invallen van de Vikingen op het einde van de 8e eeuw. Het klooster van Lindisfarne bijvoorbeeld wordt geplunderd en vernield in 793.

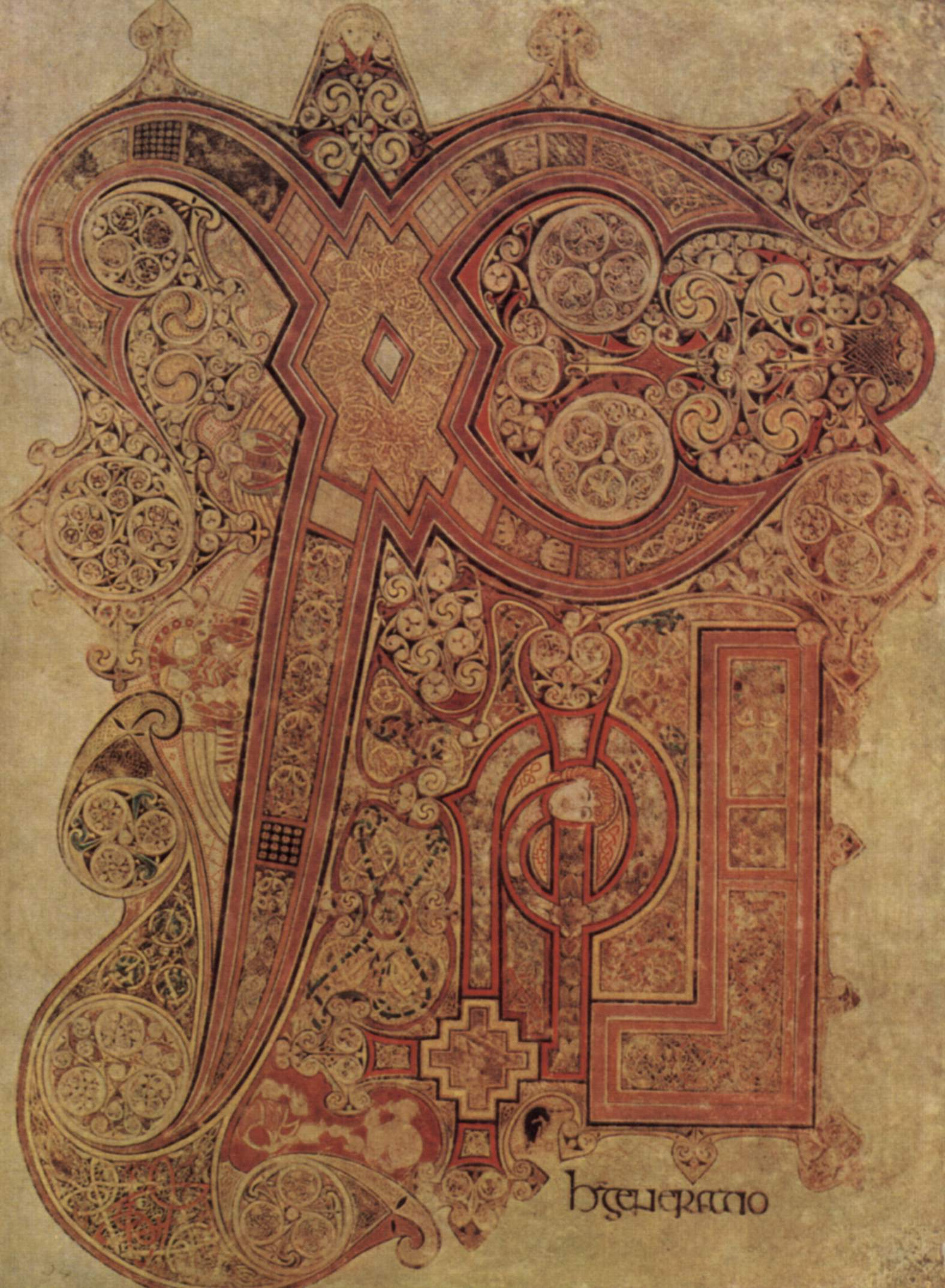
Christogram uit het Book of Kells

Tapijtpagina's, die dikwijls de invloed tonen van de Keltische goudsmeedkunst, zijn een karakteristieke eigenschap van de insulaire manuscripten. Ook de rijkelijk uitgewerkte initialen zoals bijvoorbeeld het christogram uit het Book of Kells zijn een insulaire ontwikkeling. De handschriften die gemaakt worden, zijn voornamelijk evangeliaria. Naast de tapijtpagina’s en de initialen zijn de canontafels en figuurlijke afbeeldingen, vooral de portretten van de evangelisten, ook gebruikelijk in deze handschriften. Via de Ierse missionering op het continent werd deze kunstvorm geëxporteerd naar het vasteland.
De bekendste werken uit deze periode zijn het Book of Kells, het Lindisfarne-evangeliarium (715-721) en het Book of Durrow ca. 675.

#### Merovingische periode
Er zijn slechts enkele manuscripten uit de Merovingische tijd tot heden bewaard gebleven. In die handschriften herkent men in de versiering van de initialen ook duidelijk de Keltische motieven. Daarnaast gebruiken ze kruisen, geometrische figuren, en vogels en vismotieven zoals in het bekende Sacramentarium Gelasianum. Uit de vroege periode zijn weinig miniaturen met de afbeelding van menselijke figuren bekend, maar enkele handschriften uit de 8e eeuw onder meer uit het Sacramentarium van Gellone bevatten afbeeldingen van personen. De bekendste scriptoria uit die periode zijn die van Luxeuil, Corbie en Laon en ook al lukten ze er niet in de antieke kunst verder te zetten of zelfs maar te benaderen, zorgden ze er wel voor dat een aantal antieke werken bewaard bleven.

#### Karolingische renaissance

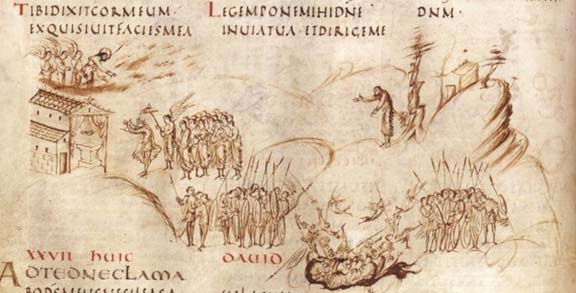
Utrechts Psalter

De Merovingische periode wordt gevolgd door de Karolingische renaissance (8e tot het einde van de 9e eeuw). Karel de Grote had tijdens zijn veldtochten in Italië kennis gemaakt met de antieke en de Byzantijnse cultuur en had een aantal geleerden rond zich verzameld die hem vergezelden naar Aken en de basis vormden van zijn hofacademie. Het is deze hofacademie die vanaf 780 een leidende rol zal gaan spelen in het vervaardigen van handschriften. De handschriften van deze “Ada-groep” zijn gebaseerd op die uit de antieke erfenis maar evenzeer beïnvloed door de insulaire kunst. De portretten van de evangelisten krijgen opnieuw een driedimensionaal aspect en tonen mannen met een realistische lichaamsbouw. Een tweede groep wordt de “Paleisschool” of de “groep van het Kroningsevangeliarium” genoemd. Ze wordt actief vanaf 800 en levert prachtige werken af die zelfs die van Byzantium overtreffen.
Onder Lodewijk de Vrome en Karel de Kale verschoof het zwaartepunt van de boekproductie zich van Aken naar Reims waar men verder werkte in de traditie van de paleisschool. De leidende figuur in Reims is aartsbisschop Ebo. Naast de scholen die ontstonden aan het keizerlijke hof laten ook de abdijen zich niet onbetuigd. Bijvoorbeeld Saint-Martin van Tours wordt een belangrijk centrum tot in de tweede helft van de 9e eeuw wanneer de abdij door de Vikingen vernield wordt. De school van Metz zette de traditie van de Adagroep verder.
Bekende werken uit deze periode zijn het Ada-evangeliarium ca. 790, het Godescalc-evangelistarium Aken(?), tussen 781 en 783, het Kroningsevangeliarium ca. 800, het Evangeliarium van Ebo, Reims, tussen 816 en 835, het beroemde Utrechts Psalter Reims omstreeks 825 en het Sacramentarium van Drogo, Metz 843.

#### Ottoonse periode

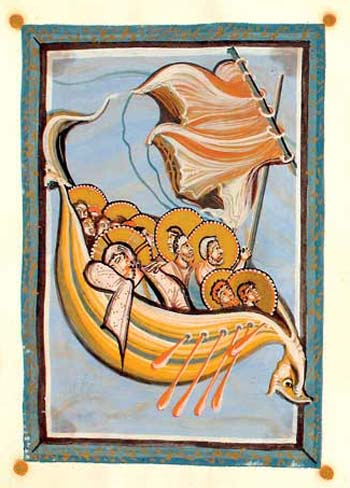
Hitda Codex; Storm op het meer van Genezareth

In het West-Frankische rijk ging de cultuur teloor door de invallen van de Noormannen en de groeiende invloed van de feodaliteit. De fakkel werd overgenomen door het Oost-Frankische rijk en dit leidt tot de Ottoonse periode (van het midden van de 10e tot de vroege 11e eeuw). Eerst volgt men nog vrij sterk de stijl van de Adagroep maar stilaan gaat de stijl wijzigen. Men ontwikkelde een zeer gestileerde en formele beeld- en gebarentaal, de afbeeldingen zijn monumentaal maar vlak, diepte ontbreekt volledig, en men beperkt zich (grotendeels) tot afbeeldingen van de evangelisten en van de keizer. In de beginperiode zorgen de abdijen van Sankt Gallen, Fulda en Corvey voor het doorgeven van de Karolingische stijl. Gaandeweg groeit de Abdij van Reichenau, op een eilandje in het Bodenmeer, met de Liuthargroep, uit tot het leidende centrum van de Ottoonse kunst, maar ook de Sint-Maximinusabdij in Trier, de Abdij Sankt Emmeram in Regensburg, de Sint-Pantaleonabdij, de Sint-Albanusabdij bij Mainz, de Abdij van Prüm en de Abdij van Echternach zijn belangrijke centra.
In de werken uit Keulen is zeer duidelijk de Byzantijnse invloed herkenbaar. Dit is niet echt verwonderlijk als men bedenkt dat keizerin Theophanu, een Byzantijnse prinses die gehuwd was met keizer Otto II, tijdens de periode dat ze regentes was in hoofde van haar minderjarige zoon, de latere Otto III, in Keulen resideerde. In haar gevolg had ze een ganse reeks Byzantijnse kunstenaars en ambachtslui meegebracht. De kloosters van Tegernsee, van Niederalteich, van Freising en het Stift Sankt Peter in Salzburg gaan ook in de Ottoonse stijl werken. Bekende werken uit deze periode zijn het Evangeliarium van Otto III, het Evangeliarium van Liuthar, het Sacramentarium van Petershausen, de Codex Egberti, het Pericopenboek' van Hendrik II en de Apocalyps van Bamberg.

#### West-Francië
In de nadagen van de Karolingische periode ontstaat in de 9e eeuw in de Noord-Franse abdijen de Franco-Insulaire stijl ook Franco-Saksisch of Anglo-Frankisch genoemd. Zoals de omschrijving reeds zegt is er een grote invloed van de Insulaire stroming. Het figuratieve wordt teruggedrongen wat een reactie kan geweest zijn op de overvloed aan taferelen in de Karolingische kunst. Men maakt vooral incipits met paginagrote letters en tekst in diminuendo (waarbij de lettergrootte vermindert van woord tot woord). In de laatste fase worden terug menselijke figuren toegevoegd in de te versieren letters. Deze kunst gaat langzaam over in de romaanse stijl omstreeks het begin van de 11e eeuw. De voornaamste centra zijn de abdijen van Sint-Amandus, Sint-Vaast en Sint-Bertinus. De stijl werd populair in het ganse Karolingische rijk dankzij de productie van luxueuze handschriften voor de machthebbers.